# Donald Stovel Macdonald
Pour les articles homonymes, voir Macdonald.
Donald Stovel Macdonald, né le 1er mars 1932 à Ottawa au Canada et mort le 14 octobre 2018 à Toronto, est un homme politique canadien qui fut le 26e Ministre des Finances de son pays du 26 septembre 1975 au 16 septembre 1977.

## Biographie
Donald Stovel Macdonald est né à Ottawa, en Ontario. Il a obtenu son diplôme du University of Trinity College de l'Université de Toronto en 1952. Il a ensuite fréquenté la Harvard Law School (LLM), ainsi que l'Université de Cambridge en Angleterre (diplôme en droit international).

## Distinction
En 1994, Donald Stovel Macdonald a été nommé Compagnon de l'Ordre du Canada [2]. Il est titulaire de diplômes honorifiques de la Colorado School of Mines, de l'Université du Nouveau-Brunswick, de l'Université Carleton et de l'Université de Toronto (docteur en lettres sacrées du Trinity College de l'Université de Toronto).

## Archives
Il y a un fonds Donald Stovel MacDonald à Bibliothèque et Archives Canada. 